# Marcelânia

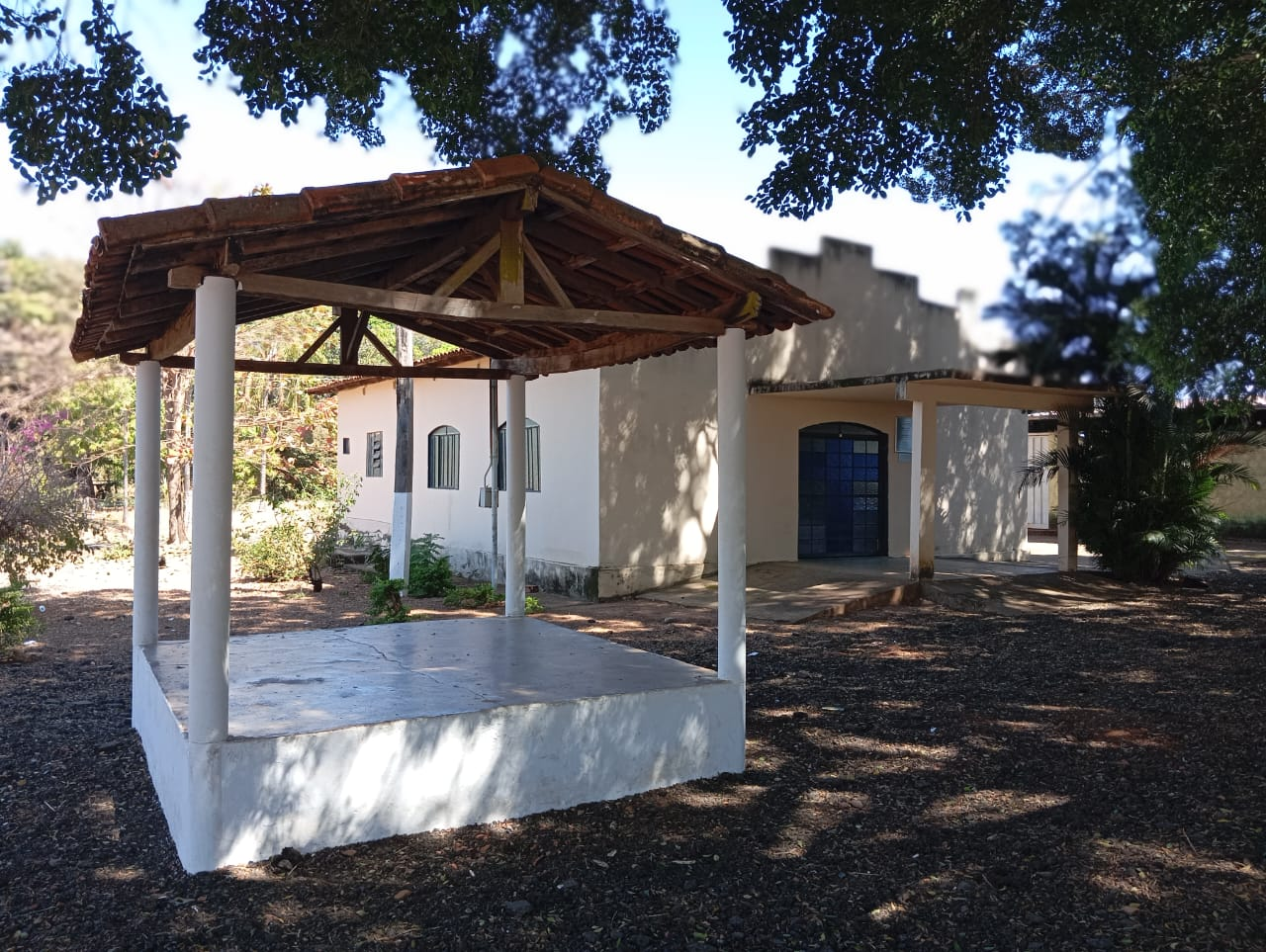
Igreja Nossa Senhora da Guia, povoado de Marcelânia

## História
Marcelânia é um povoado pertencente à cidade de Morrinhos, no Estado de Goiás, cercado por fazendas, vales e rios.
O povoado está localizado às margens da rodovia GO-213, entre o centro urbano de Morrinhos (Goiás) e a cidade de Caldas Novas, um famoso polo turístico de águas termais, estando a 27 km do município de Rio Quente.
A área foi fundada pelos Marcelinos de Paula, daí o nome Marcelânia. Muitos dos moradores têm o sobrenome Marcelino. Entre seus descendentes, destaca-se o ex-vereador por Morrinhos (Goiás), Geraldo Marcelino de Paula, ex-combatente da Segunda Guerra Mundial.

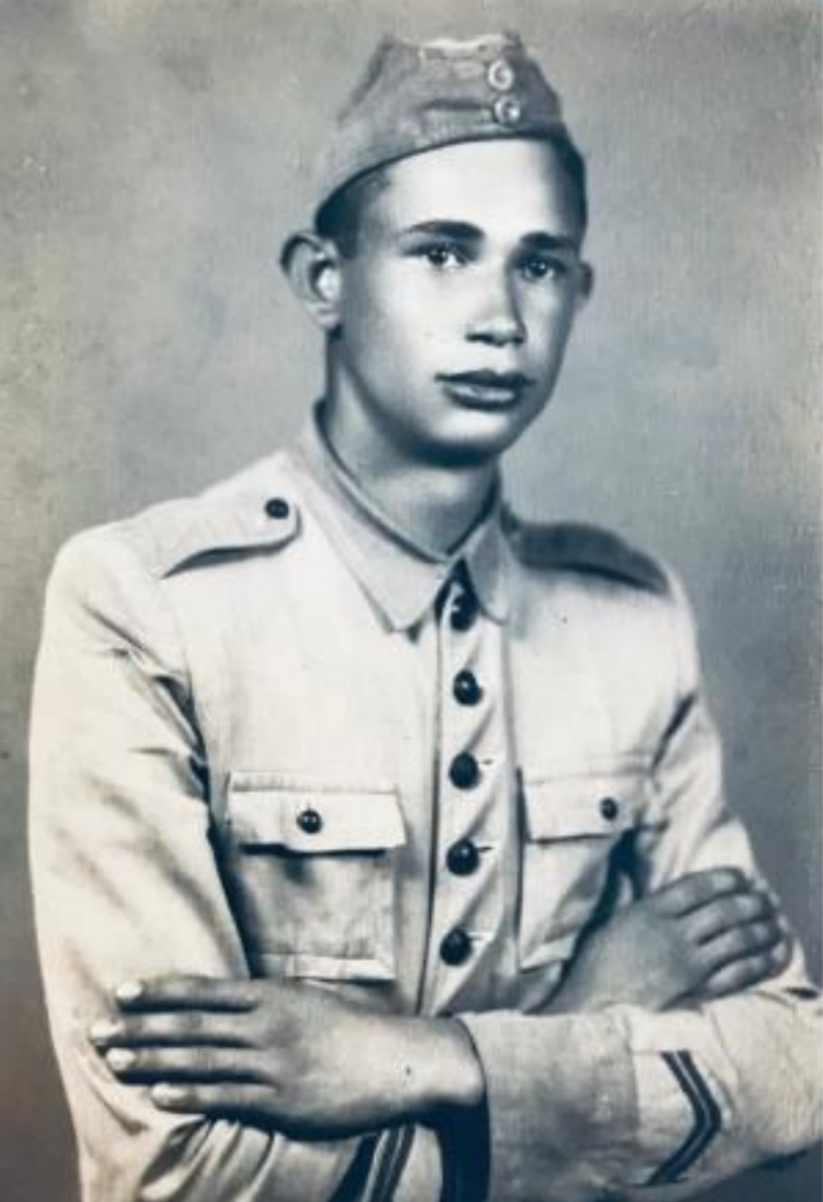
Geraldo Marcelino de Paula, Combatente da 2ª Guerra Mundial

Ele foi homenageado, junto a outros combatentes, com uma placa da 2ª Guerra Mundial, na Praça Municipal Monte Castelo  
, no centro de Morrinhos.

## Tradição
Um dos principais festejos da comunidade local é a tradicional festa em louvor à Nossa Senhora da Guia, padroeira da comunidade, São José e Nossa Senhora da Penha.

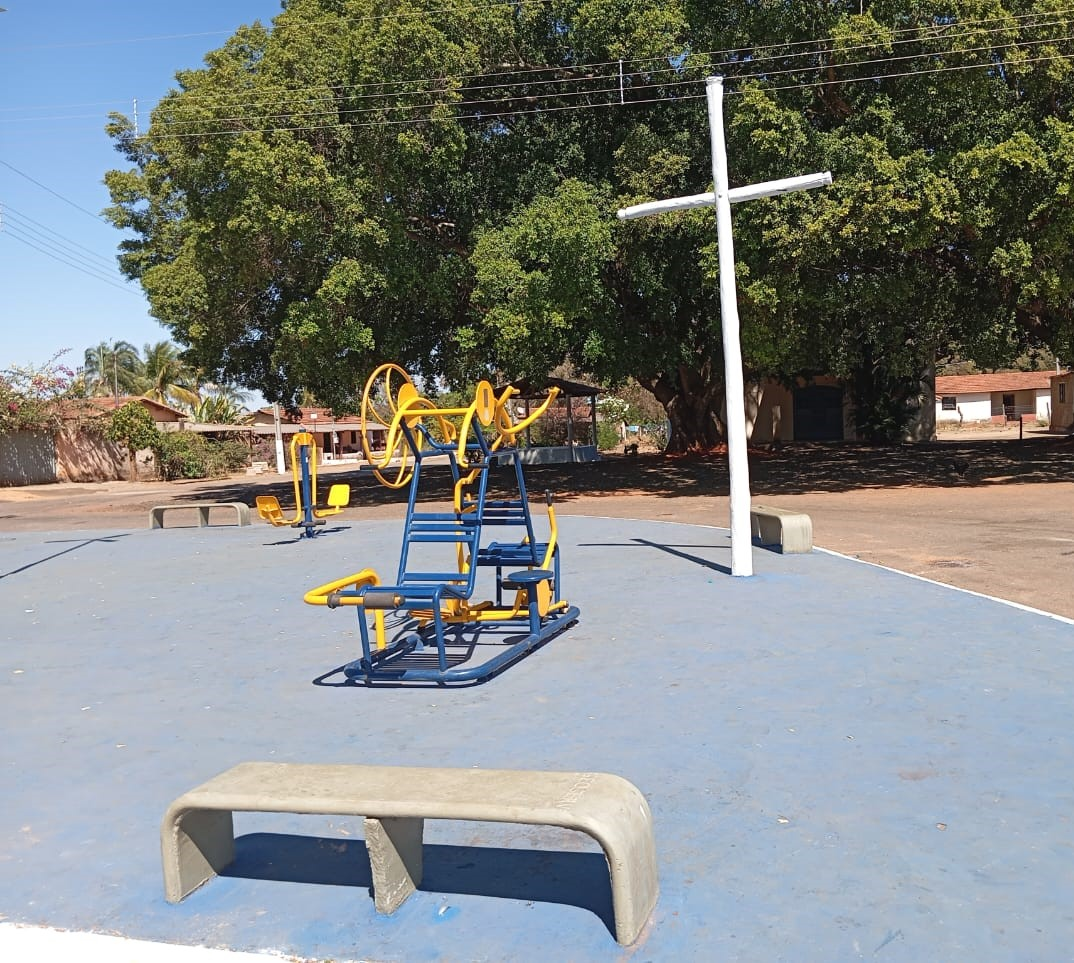
Praça do Cruzeiro, Povoado de Marcelânia

## Igreja
Entre suas edificações mais antigas, em frente à Praça do Cruzeiro, destacam-se a Igreja Nossa Senhora da Guia, o Coreto e o Salão de Exposições Rurais. Tanto a igreja, o coreto, quanto o salão, entre outros, existem graças ao senhor Delfino Marcelino de Paula, que doou duas quartas de terra (2 ha) de sua propriedade . É a partir da igreja que saem as principais ruas do povoado.

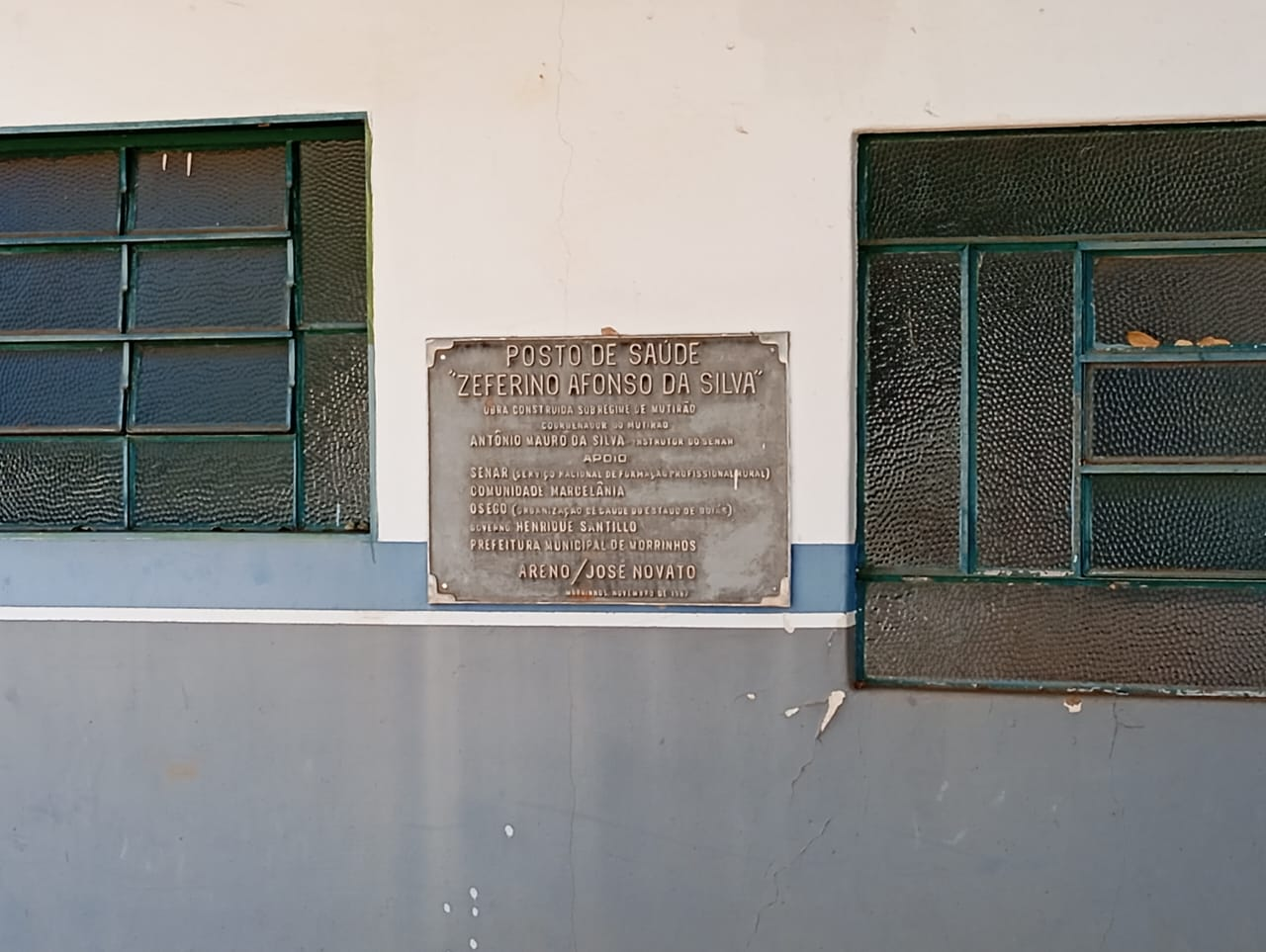
Posto de Saúde do povoado de Marcelânia

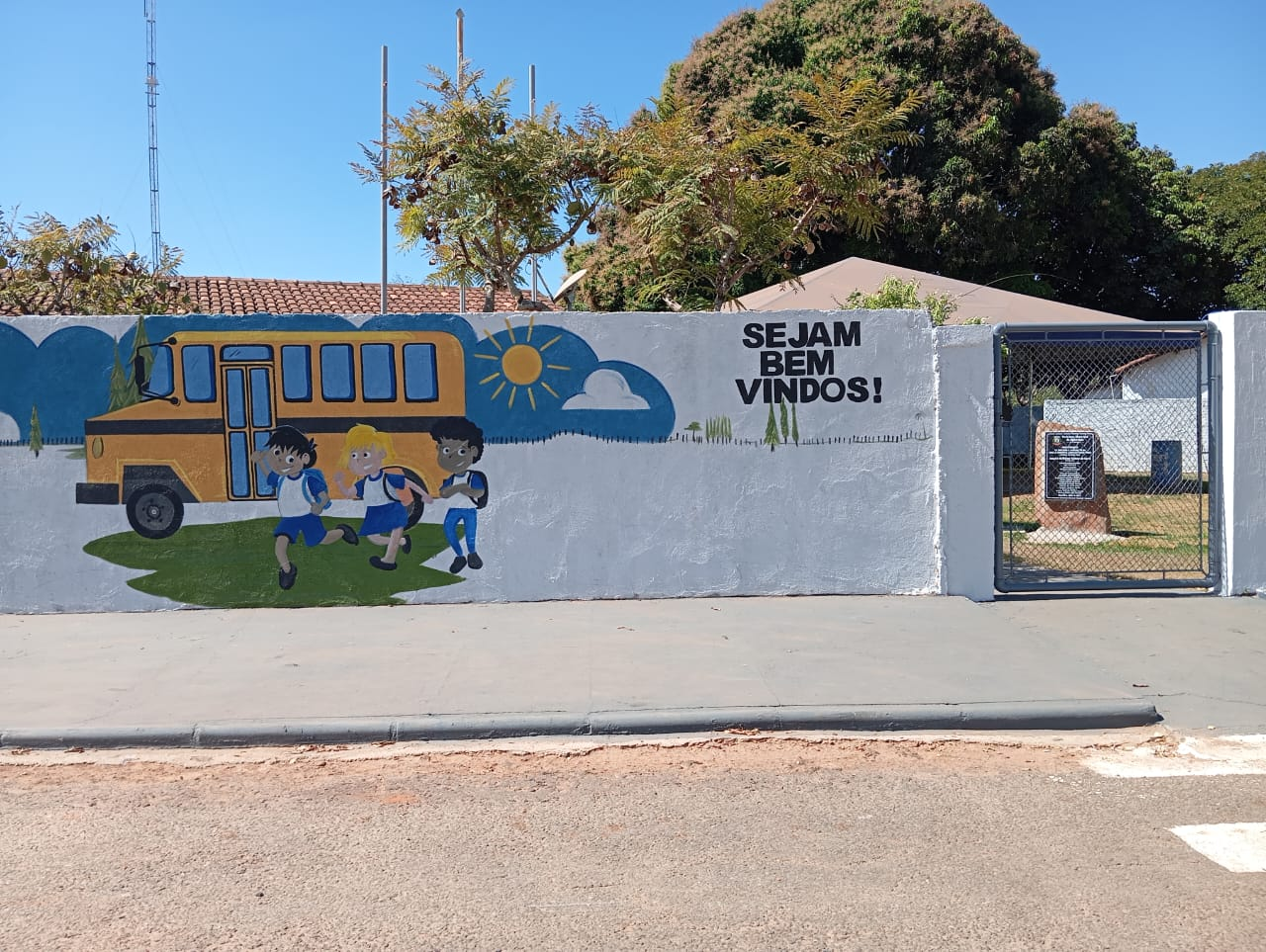
Escola Municipal de Marcelânia

## Equipamentos públicos
Entre os equipamentos públicos da comunidade, destacam-se o posto de saúde Zeferino Afonso da Silva página oficial, a escola municipal  Lindolfo Alves Pinto página oficial e a academia ao ar livre, na Praça do Cruzeiro.

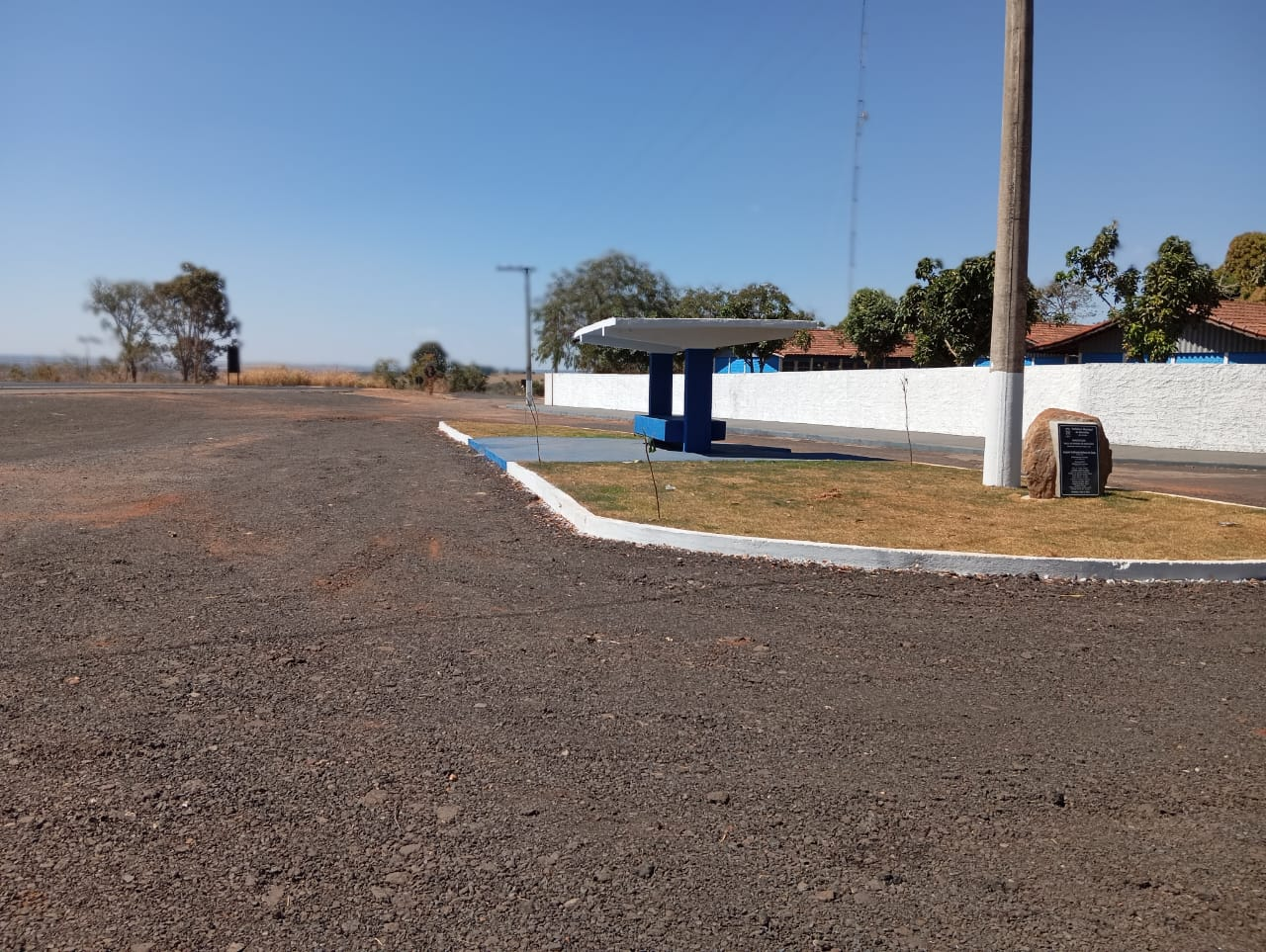
Rodovia GO-213, povoado de Marcelânia

## Rodovia
GO-213

## Economia
Produção leiteira